# Comité International du Ski-Alpinisme de Compétition
Das Comité International du Ski-Alpinisme de Compétition (CISAC) war das 1991 gegründete internationale Komitee für Wettkampf-Skibergsteigen.
Zu den Gründungsmitgliedern zählten Skibergsteiger aus Frankreich, Italien, Spanien, Andorra, der Slowakei und der Schweiz. 1992 trug das CISAC den ersten Europacup und die erste Europameisterschaft im Skibergsteigen aus.
1999 ging das CISAC im International Council for Ski Mountaineering Competitions (ISMC) der Union Internationale des Associations d’Alpinisme (UIAA) auf.